# Юрьевский уезд (Лифляндская губерния)
Ю́рьевский уе́зд (до 1893 года — Дерптский уезд) — административная единица Лифляндской губернии Российской империи, затем Эстонии, существовавшая в 1745—1940 годах. Уездный город — Юрьев (Дерпт).

## История
Дерптский уезд образован в 1745 году в составе Рижской губернии. В 1796 году после преобразования Рижского наместничества Дерптский уезд вошёл в состав Лифляндской губернии. Дерптский уезд был переименован в Юрьевский Указом императора Александра III от 14 января 1893 года. 

После того, как вследствие Февральской революции и на основании положения Временного правительства России от 30 марта 1917 года «Об автономии Эстляндии» Лифляндская губерния была разделена, Юрьевский уезд в числе других уездов северной Лифляндии с эстонским населением вошёл в состав Эстляндской губернии.

В 1918—1940 годы уезд являлся частью территории независимой Эстонской Республики и носил эстонское название Тартуский уезд (эст. Tartu maakond).

## Население
По переписи 1897 года население уезда составляло 190 317 человек, в том числе в Юрьеве — 42 308 жителей.

### Национальный состав
Национальный состав по переписи 1897 года:
- эстонцы — 165 101 чел. (86,8 %),
- русские — 13 726 чел. (7,2 %),
- немцы — 8 358 чел. (4,4 %),

## Административное деление
В 1913 году в уезде было 68 волостей.

## Известные уроженцы
- Йоханнес Лест (род. 1899 — ум. 1976) — эстонский лыжник и педагог.[4]
- Александр Иванович Меос (1897—1971) — советский химик, ученый, инженер и педагог, один из основателей советской промышленности химических волокон.